# Computerworld
Computerworld ist eine seit 1967 erscheinende Computerzeitschrift, welche seit 2014 nicht mehr in gedruckter, sondern nur noch in digitaler Form erscheint.
Die Zeitschrift richtet sich an Fachkräfte des IT- und (Finanz)technologiesektors. Der Chefredakteur Ken Mingis leitet eine Belegschaft von Redakteuren, Autoren und Freiberuflern, die verschiedene Themenfelder der IT in Unternehmen (mit Schwerpunkt auf Windows, Mobile Apps und Apple) abdeckt.

## Themenspektrum
Computerworld behandelt die Themen Informationstechnik, aufkommende Technologien und analysiert Technologietrends. Die Zeitschrift veröffentlicht auch regelmäßig Sonderberichte wie die 100 Best Places to Work in IT, Gehaltsumfragen in der IT-Branche, die Auszeichnung DATA+ Editors’ Choice und die jährliche Forschungsprognose. Mehrere Artikel beschreiben auch die Auswirkungen der Einwanderung in die Vereinigten Staaten (H-1B-Visa) auf deren Softwareentwickler.

## Internationale Pendants
Die Muttergesellschaft IDG Communications vertreibt die Marke Computerworld mit gleichem oder ähnlichem Namen weltweit. Jedes Land veröffentlicht jedoch unter Eigenregie unabhängige Inhalte. Bei der schwedischen Einführung des Magazinformats 1983 wich IDG auf den Namen Computer Sweden aus, da der Name Computerworld bereits registriert war.

## Digitalisierung und weitere Entwicklungen
Im Juni 2014 verabschiedete sich Computerworld US von seiner Printausgabe um ausschließlich digital als Computerworld Digital Magazine zu erscheinen.
2017 feierte Computerworld sein 50-jähriges Jubiläum mit zahlreichen Features und Artikeln über ihre Veröffentlichungsgeschichte.